# Познакомьтесь с Фиблами
«Познакомьтесь с Фиблами» (англ. Meet the Feebles) — художественный фильм новозеландского режиссёра Питера Джексона. Кукольная сатирическая комедия, пародия на «Маппет-шоу» и множество других фильмов.

## Сюжет
Брутальная комедия, все персонажи которой — животные (куклы и переодетые актёры). Всё начинается как семейное кукольное телешоу, которое с течением действия постепенно превращается в циничный и эксцентричный стёб над многими аспектами «закулисной жизни» шоубизнеса.
Всё происходит в варьете Фиблов (с англ. — «слабаки»). Основная сюжетная линия представляет любовный треугольник: примадонна бегемотиха Хайди, продюсер морж Блэтч и его любовница пума. Заканчивается всё разоблачением и кровавой местью Хайди. Параллельно развиваются романтические отношения между актёрами-новичками — ежом Робертом и собакой Люсилль.

## Актёры
- Роберт (ёж) — новый член труппы, не имеющий пороков. Он влюбляется в Люсиль. Имеет незначительные расстройства речи.
- Блетч (морж) — босс труппы. Помимо театра занимается наркоторговлей и порнобизнесом. Изменяет Хайди, встречаясь с Самантой.
- Хайди (бегемотиха) — звезда шоу, певица и танцовщица. Любит Блетча.
- Люсиль (пудель) — девушка, в которую влюбляется Роберт.
- Тревор (крыса) — подручный Блетча по наркоторговле и порнобизнесу.
- Артур (червь) — менеджер, постоянно курит сигарету.
- Себастьян (лис) — режиссёр-гомосексуалист.
- Саманта (кошка) — любовница Блетча.
- Гарри (кролик) — актёр, крайне любвеобилен.
- Муха — журналист-папарацци.
- Дейзи (корова) — порнозвезда.